# Letalonosilke razreda Essex
Letalonosilka razreda Essex je bil razred ameriških letalonosilk med Drugo svetovno vojno, uporabljali so jih večinoma na Pacifiškem teatru v boju proti Japoncem. Sprva so jih naročili 32, šest je bilo preklicanih in dve so prekinili med gradnjo. Vendar so kljub temu letalonosilke Essex najbolj številčno proizvajani tip letalonosilk v zgodovini. V boju ni bila izgubljena niti ena letalonosilka, so bile pa nekatere zelo poškodovane. Ladje Essex so bila hrbtenica ameriške mornarice od leta 1943 naprej do prihoda superletalonosilk v 1960. letih.
Prejšnje letalonosilke razreda Yorktown so imele precej omejitev zaradi mednarodnih dogovorov, ki so se jih morali držati. Nove letalonosilke so bile 20 metrov daljše, štiri metre širše in imele so za okrog 30% večji izpodriv.

## Karakteristike razreda Essex
- Tip: letalonosilka
- Izpodriv: načrtovan: 27 500 ton standard, največ 34 000 ton; realni: 31 300 ton  standard; največ 36 960 ton
- Dolžina: 249,9 m (820 čevljev) - 270,7 m (888 čevljev) odvisno od različice
- Širina: 28,3 m (93 čevljev) na nivoju vode; 45,0 m (147,5 čevljev) največ
- Ugrez: 7,0 m (23 čevljev) standard
- Inštalirana moč: 150 000 KM
- Pogon: 	Westinghouse parne turbine z reduktorjem,  8 Babcock & Wilcox bojlerjev
- Hitrost: 32,7 vozlov (60,6 km/h)
- Doseg: 	20 000 nmi (37 000 km) pri 15 vozlih (28 km/h)
- Posadka: približno 2 170 (ladja), 870 (letalci), 160 (drugo)

- Senzorji in radarji:
- 1 × SK air-search radar
- 1 × SC air-search radar
- 2 × SG surface-search radar
- 1 × SM fighter-direction radar (pozneje)
- 2 × Mk 4 fire-control radar
- 2 × Mk 12 fire-control radar (pozneje)
- 2 × Mk 22 height-finding radar (pozneje)
- 10–17 × Mk 51 AA directors

- Orožje:
- 12 × 5-inch (127 mm)  (4 × 2 in 4 x 1)
- 32 do 72 × 40 mm Bofors top
- 55 do 76 × 20 mm Oerlikon top

- Število letal: 90–100

## Ladje razreda Essex
- USS Essex (CV-9)
- USS Yorktown (CV-10)
- USS Intrepid (CV-11)
- USS Hornet (CV-12)
- USS Franklin (CV-13)
- USS Ticonderoga (CV-14)
- USS Randolph (CV-15)
- USS Lexington (CV-16)
- USS Bunker Hill (CV-17)
- USS Wasp (CV-18)
- USS Hancock (CV-19)
- USS Bennington (CV-20)
- USS Boxer (CV-21)
- USS Bon Homme Richard (CV-31)
- USS Leyte (CV-32)
- USS Kearsage (CV-33)
- USS Oriskany (CV-34)
- USS Reprisal (CV-35)
- USS Antietam (CV-36)
- USS Princeton (CV-37)
- USS Shangri-La (CV-38)
- USS Lake Champlain (CV-39)
- USS Tarawa (CV-40)
- USS Valley Forge (CV-45)
- USS Iwo Jima (CV-46)
- USS Phillipine Sea (CV-47)